# Виловка
Ви́ловка (укр. Вилівка) — село,
Соколовский сельский совет,
Змиёвский район,
Харьковская область, Украина.
Код КОАТУУ — 6321785003. Население по переписи 2001 года составляет 43 (20/23 м/ж) человека.

## Географическое положение
Село Виловка находится в балке Виловка у истоков пересыхающей реки Большая Виловка, которая через 5 км впадает в реку Мжа (правый приток), на реке много запруд.
На расстоянии в 2 км расположено село Гришковка, в 5 км — село Соколово.
К селу примыкает большой лесной массив урочище Завиловка.
На расстоянии в 3 км проходит железная дорога, до станций Первомайская и Шурино — 4,5 км.

## История
- 1685 — дата основания.
- В 1940 году, перед ВОВ, в Виловке (без окрестных хуторов) были 175 дворов, пруд, две ветряные мельницы и сельсовет.[1]

## Достопримечательности
- Братская могила советских воинов и партизан. Похоронено 162 воина.